# ملعب إينو
ملعب إينو (بالفرنسية: Stade du Hainaut)‏ هو ملعب متعدد الاستخدامات يقع في مدينة فالنسيان بفرنسا. يُستخدم في الغالب لمباريات كرة القدم ويستضيف المباريات المحلية لفريق فالنسيان. لقد حل محل ملعب نونجيسير [الإنجليزية] باعتباره الملعب الرئيسي لنادي فالنسيان. يتسع الملعب لـ 25172 متفرجًا لمباريات كرة القدم، ولكن يمكن أن تمتد طاقته الاستيعابية إلى 35000 متفرج للحفلات الموسيقية. يعد الملعب أحد الملاعب التي أُقيمت عليها كأس العالم للسيدات 2019. استضافت 4 مباريات في دور المجموعات، ومباراة في دور الستة عشر، ومباراة في ربع النهائي.
شُيِّدَ الملعب بتكلفة إجمالية قدرها 75 مليون يورو. يحتوي على 2600 مقعد للنادي و16 مقصورة فاخرة. يحتوي على شاشتي فيديو عملاقتين، مساحة كل منهما 48 مترًا مربعًا. ويحتوي سقفه على 1800 طن من الفولاذ.

## روابط خارجية
- إعلان الفريق